# Hemerobius perelegans
Hemerobius perelegans är en insektsart som beskrevs av Stephens 1836. Hemerobius perelegans ingår i släktet Hemerobius och familjen florsländor. Arten är reproducerande i Sverige. Inga underarter finns listade i Catalogue of Life.